# Josef Urbach
Josef Urbach (* 9. März 1889 in Neuss; † 7. Oktober 1973 in Essen) war ein deutscher Maler und Grafiker.

## Leben
Josef Urbach wurde 1889 in Neuss geboren. Von 1905 bis 1910 besuchte er die Kunstgewerbeschule Düsseldorf, zu seinen Lehrern gehörten Peter Behrens und Fritz Helmuth Ehmcke. 1910 hielt er sich zusammen mit seinem Künstlerfreund Jan Thorn Prikker in Paris auf, wo sie den Durchbruch der Moderne durch Pablo Picasso, Henri Matisse und Georges Braque erlebten. Danach wandte sich Urbach der freien Malerei zu und studierte an der Kunstakademie Karlsruhe bei Friedrich Fehr. 1914 wurde er zum Kriegsdienst eingezogen, wo er als Kriegsmaler an der Flandernfront eingesetzt wurde. 1919 gehörte Josef Urbach zu den ersten Künstlern, die eingeladen wurden, der expressionistischen Künstlervereinigung „Das Junge Rheinland“ beizutreten. 1920 war er mit seinem Freund, dem Schriftsteller und Philosophen Karl Gabriel Pfeill, Mitbegründer des „Weißen Reiters“ (Jungrheinischer Bund für kulturelle Erneuerung), einem Zusammenschluss rheinischer Dichter, Maler und Bildhauer.
1923 wurde Urbach Professor an der Folkwang-Schule in Essen und unterrichtete die Klassen für Zeichnen, Porträt und Akt. Bereits zuvor hatte er einen Lehrauftrag an der Essener Kunstgewerbeschule inne. In den 1930er Jahren galt Urbachs frühe Kunst als „entartet“ und Werke von ihm wurden aus dem Museum Folkwang entfernt. Trotzdem konnte Urbach weiter lehren. 1939 wurde er an die Kunstakademie Ankara berufen, aber der Ausbruch des Zweiten Weltkriegs verhinderte die Aufnahme der Lehrtätigkeit. 1943 wurde bei einem Bombenangriff sein Atelier in der Folkwangschule zerstört und fast das gesamte bisherige Œuvre vernichtet.
Nach Kriegsende wurde Urbach 1947 eine Lehrtätigkeit in Weimar in der Sowjetischen Besatzungszone angeboten. Er blieb jedoch in Essen und unterrichtete weiter an der Folkwang-Schule. Um 1970 beendete er wegen allmählicher Erblindung die künstlerische und pädagogische Tätigkeit. Seit 1919 war Urbach mit Ottilie (geb. Lümen) verheiratet. Aus der Ehe ging ein Sohn hervor. Josef Urbach ist der Onkel des Malers Walter Urbach, den er in seiner Jugend privat unterrichtete.

## Werk
Josef Urbach wird den Rheinischen Expressionisten zugeordnet. In seinen frühen Bildern durchlief Urbach verschiedene Stilphasen. Er schlug einen Sonderweg des deutschen Kubismus ein, bevor er sich endgültig dem Expressionismus verschrieb. 1923 wechselte er zu den Rheinischen Sezessionisten, deren Stil seine Malerei prägte. Vor allem in seinen Porträts entwickelte sich Urbach in Richtung Neue Sachlichkeit. Nach Kriegsende entstanden bis 1968 vor allem zahlreiche naturalistische Aquarelle und wenige Öl- und Acrylgemälde.

## Film
- Josef Urbach – Lost Art. Dokumentarfilm von Tilman Urbach[1], 93 Minuten, Modofilm, Ottobrunn 2017. (Premiere bei den 51. Internationalen Hofer Filmtagen)